# Secretprojectrevolution
secretprojectrevolution é um curta-metragem estadunidense de 2013, dirigido por Madonna e Steven Klein, que aborda a liberdade artística e os direitos humanos. O filme deu origem à iniciativa global "Art for Freedom", criada por Madonna para incentivar a liberdade de expressão, com curadoria da Vice e distribuição via BitTorrent. O "Art for Freedom" tem como propósito incentivar e viabilizar a liberdade de expressão, combatendo a repressão artística e oferecendo um espaço para manifestações criativas.

## Produção

### Antecedentes
Madonna e Steven Klein planejavam uma campanha de moda, mas, após seu cancelamento, aproveitaram o cenário para filmar um novo projeto. As gravações começaram na Argentina, e Madonna posteriormente escreveu a narração e expandiu o material.
O filme representou uma expressão artística da cantora diante de uma sucessão de eventos sociais e políticos que marcaram o cenário mundial durante a sua turnê The MDNA Tour no segundo semestre de 2012. Entre esses acontecimentos estavam a ameaça de Israel atacar o Irão, a prisão de Iúlia Timochenko na Ucrânia e das Pussy Riot na Rússia, as violações dos direitos dos homossexuais, as eleições presidenciais nos Estados Unidos e a tentativa de assassinato de Malala Yousafzai. Uma cena foi inspirada no filme The Night Porter, enquanto outra faz referência à sequência de Caged, em que Eleanor Parker é presa. Madonna destacou secretprojectrevolution como uma das realizações mais significativas de sua carreira.

### Desenvolvimento
Em 14 de dezembro de 2012, uma foto dos bastidores do projeto foi divulgada na internet, alimentando especulações de que Madonna estaria preparando um novo videoclipe, possivelmente para "Gang Bang". Dias depois, em 19 de dezembro, Steven Klein mencionou a produção pela primeira vez no Twitter como "#secretproject", nome que acabou sendo oficializado. No final do mês, usou a mesma plataforma para convidar Rihanna, Lady Gaga, Cher, Dita Von Teese e Naomi Campbell a participarem da iniciativa. No início de 2013, foi publicado uma imagem com a frase "From Madonna to Rihanna 2 of 3", seguida por uma foto de Naomi Campbell e Kate Moss, acompanhada de uma legenda que as vinculava ao projeto. Em março, Madonna começou a compartilhar fotos do filme e conteúdos relacionados no Instagram com a hashtag #secretproject, depois modificada para #secretprojectrevolution.
Em 20 de março, Klein divulgou o primeiro trailer do filme. Já em julho, surgiram especulações de que o projeto poderia, na verdade, ser o lançamento de uma nova linha de roupas criada por Brahim Zaibat, então parceiro de Madonna.

## Lançamento
Inicialmente previsto para 12 de maio de 2013, o filme estreou em 23 de setembro com exibições ao ar livre em cinco cidades. No dia seguinte, secretprojectrevolution foi lançado em mais locais, com Telavive adicionada de última hora. Pouco antes dos eventos, os perfis de Madonna nas redes sociais divulgaram todos os locais das exibições. Em 24 de setembro, o filme completo foi disponibilizado no YouTube e lançado por meio do BitTorrent Bundle, uma funcionalidade que incluía trailers e fotos acessíveis, além de três vídeos e uma mensagem escrita por Madonna, que podiam ser desbloqueados mediante a inserção de um endereço de e-mail válido.
Madonna participou da exibição na Gagosian Gallery, em Nova Iorque, onde fez um discurso, seguiu com uma apresentação de "Between the Bars" e teve seu filho Rocco Ritchie como dançarino. Paralelamente, uma entrevista de 40 minutos concedida para Eddy Moretti foi publicada no YouTube, detalhando as razões por trás do projeto.

## Repercussão
Apesar das poucas aparições de Madonna e da natureza não comercial do projeto, secretprojectrevolution teve ampla cobertura e gerou interesse público, apesar das críticas mistas. Cerca de dez mil pessoas assistiram ao filme, e o mesmo foi baixado mais de 1,2 milhão de vezes em menos de três semanas.
Em agosto de 2013, Kate Nash iniciou seu próprio "projeto secreto", convidando fãs a colaborarem. Em outubro, inspirou-se na abordagem de Madonna para seu projeto UK Street Teams. Em dezembro, o videoclipe "Do What U Want", de Lady Gaga e R. Kelly, foi lançado via BitTorrent. No mesmo mês, secretprojectrevolution foi exibido em Cracóvia pelo site Official Madonna Fanclub in Poland, apesar de nunca ter sido lançado oficialmente na Polônia.

## Exibições
| Data                   | Cidade                         | Locais |
| ---------------------- | ------------------------------ | --- |
| 23 de setembro de 2013 | Nova Iorque (Estados Unidos)   | - West 31st Street (22h) - Museum of Modern Art, West 53rd Street (23h) |
| 23 de setembro de 2013 | Toronto (Canadá)               | - Distillery District, 9 Trinity Street (21h) - Art Gallery of Ontario, 317 Dundas Street West (22h) - Bata Shoe Museum, 327 Bloor Street West (22h45min) - The Royal Conservatory of Music, 273 Bloor Street West (23h30min)     |
| 23 de setembro de 2013 | Los Angeles (Estados Unidos)   | - Hillhurst Avenue (21h) - Petersen Automotive Museum, 6060 Wilshire Boulevard (22h) - The Factory, 652 N La Peer Drive (23h) - Santa Monica Civic Auditorium, 1855 Main Street (12h)                                             |
| 23 de setembro de 2013 | Berlim (Alemanha)              | - Oranienburger Straße (21h) - Galeria Kaufhof, Alexanderplatz (21h50min) - Friedrichstraße (22h40min) - Stralauer Platz (23h30min)                                                                                               |
| 23 de setembro de 2013 | Londres (Inglaterra)           | - Exhibition Road, Kensington (21h) - Gerrard Place, Chinatown (22h) - Tate Modern, Holland Street (23h) - Shoreditch High Street (12h)                                                                                           |
| 24 de setembro de 2013 | Chicago (Estados Unidos)       | - East Illinois Street (21h) - South Clark Street (22h) - East Chestnut Street (23h) - North Wells Street (12h) - North Rush Street (1h)                                                                                          |
| 24 de setembro de 2013 | São Francisco (Estados Unidos) | - UC Hastings College of the Law, 200 McAllister Street (21h) - Palace of Fine Arts, 3301 Lyon Street (22h) - De Young Museum, 50 Hagiwara Tea Garden Drive (23h30min) - Social Security Administration, 90 7th Street (12h30min) |
| 24 de setembro de 2013 | Tel Aviv (Israel)              | - Habima Theatre (22h) |
| 24 de setembro de 2013 | Roma (Itália)                  | - Ara Pacis Museum, Piazza Augusto Imperatore (22h) - Piazza della Rotonda (22h50min) - Piazza Venezia (23h40min) - Termini, Via Marsala (12h30min)                                                                               |
| 24 de setembro de 2013 | Paris (França)                 | - Trocadéro, Place du Trocadéro (22h) - Palais de Tokyo, Avenue du Président-Wilson (22h50min) - Igor Stravinsky, Rue Saint-Merri (23h40min) - Panthéon, Place du Panthéon (12h30min)                                             |
| 11 de outubro de 2013  | Jericó (Palestina)             | - Spanish Gardens (22h) |
| 20 de outubro de 2013  | Rio de Janeiro (Brasil)        | - Praça do Conhecimento, Complexo do Alemão (20h) |
| 16 de novembro de 2013 | Vigo (Espanha)                 | - MARCO Museo de Arte Contemporáneo de Vigo (20h30min) |